# Dingo va à la pêche
Pour plus de détails, voir Fiche technique et Distribution.
Dingo va à la pêche (titre original : How to Fish) est un court métrage d'animation américain réalisé par Jack Kinney et produit par les studios Disney, avec Dingo, sorti en 1942.

## Synopsis
Dingo  tente d'apprendre au spectateur comment pêcher.

## Fiche technique
- Titre original :  How to Fish
- Titre  français :  Dingo va à la pêche
- Série : Dingo / Comment... (How to...)
- Réalisation :  Jack Kinney
- Animation : Chester Cobb, Merle Cox, Don DaGradi, Don Lusk, Frank Oreb, Wolfgang Reitherman, John Sewall, John Sibley, Louis Terri
- Effets d'animation  :  Edwin Aardal, Jack Boyd, Joseph Gayek, Harry Hamsel, Jack Huber, Dan McManus, Frank Onaitis, Ed Parks
- Production : Walt Disney
- Société  de  production : Walt Disney Productions
- Société de distribution : RKO Radio Pictures et Buena Vista Distribution
- Format :  Couleur (Technicolor) - 35 mm - 1,37:1 - Son mono (RCA Sound System)
- Durée :  7 minutes
- Langue :  Anglais
- Pays de production :  États-Unis
- Date de sortie :
  - États-Unis : 4 décembre 1942[1]

## Distribution

### Voix originales
- George Johnson : Dingo / Narrateur

### Voix françaises

#### 1erdoublage (1989)
- Jacques François : le narrateur

#### 2edoublage (2002)
- Michel Elias : le narrateur

## Commentaires
Le film a été utilisé dans Disney's Living Seas, une émission télévisée spéciale de 1986 à l'occasion de l'ouverture de l'attraction The Living Seas à Epcot.

## Titre en  différentes langues
- Argentine : Cómo pescar
- Brésil : Aprendendo a Pescar
- Danemark : Fedtmule som lystfisker
- Suède : Jan Långben på fiske

Source : IMDb

## Sorties DVD
- Les Trésors de Walt  Disney : L'Intégrale de Dingo (1939-1961).